# Grupo Escolar (livro)
Grupo escolar é um livro de poesia brasileiro publicado por Antônio Carlos de Brito (cujo pseudônimo é Cacaso) em 1974. Foi republicado em 2002 pela Cosac & Naify e 7 Letras, na coleção Ás de colete, que reúne a obra poética de vários escritores expressivos da poesia marginal (também chamada geração mimeógrafo), como, por exemplo, Chacal.
O livro se organiza como uma cartilha escolar, em quatro lições (em que se dividem os poemas). O título de cada "lição" faz jogo com expressões populares. O livro lembra, de certo modo, o Primeiro Caderno do Aluno de Poesia Oswald de Andrade, de Oswald de Andrade (uma influência marcante, já mencionado em uma epígrafe de Segunda classe, livro publicado em 1975 por Cacaso). O livro conta com 30 poemas.
Tem uma dedicatória ao filho do poeta, e uma nota introdutória, em que o autor afirma: "Depois de cinco anos sem escrever um só verso, desconfiado mesmo da poesia, voltei a arriscar encorajado pela Ana Luisa, que me chamou para trabalharmos juntos em sua tese para a Escola Superior de Desenho Industrial". Grupo escolar faz parte das produções do poeta da década de 70, época em que publicou a maior parte de sua obra, sendo considerada sintomática do momento.

## Lista de poemas

### Primira lição - Os extrumentos técnicos
- Cartilha;
- "O poema anfíbio";
- "Aqui cessa";
- Protopoema.

### Segunda lição - rachados e perdidos
- Praça da luz;
- Romance;
- As batalhas;
- Política literária;
- "Desperto mais";
- Aquarela;
- A verdadeira versão;
- O futuro já chegou;
- Estilos de época;
- Epopéia.

### Terceira lição - dever de caça
- O que é o que é;
- Logias e analogias;
- Sinais do progresso;
- As aparências revelam;
- Reflexo condicionado;
- Pré-história contemporânea periférica ou ninguém segura essa América Latina ou os impossíveis históricos ou a outra margem do Ipiranga;
- Jogos florais.

### Quarta lição - a vida passada a limbo
- Cinema mudo;
- "Trago comigo";
- Até agora;
- Logia e mitologia;
- Imagens;
- História natural;
- Diário de bordo;
- Reencontro;
- Grupo escolar.